# Herbita siccifolia
Herbita siccifolia är en fjärilsart som beskrevs av W. Warren 1904. Herbita siccifolia ingår i släktet Herbita och familjen mätare. Inga underarter finns listade i Catalogue of Life.